# Alex da Kid
Alex da Kid, né le 27 août 1982 à Bristol, est un rappeur et producteur de RnB britannique. Il a remporté plusieurs Grammy Awards. En tant que producteur, Grant écrit toutes ses œuvres.

## Biographie
Alexander Grant est à l'origine joueur de football professionnel dans l'équipe de jeunes de Bristol City FC. Mais à l'âge de 19 ans, un ami l'initie au logiciel de musique Fruity Loops et Alex se lance dans la production musicale. Il sort diplômé de l'Université de Thames Valley avec un Master de technologie audio. Il démarre ensuite une carrière de producteur.
Jessica Rivera d'Universal Music Publishing entendra parler de Grant, par l'avocat de ce dernier, Scott Felcher. À sa demande, Grant envoie quelques-unes de ses chansons à Rivera.
En 2013 et 2014, Grant (propriétaire de KIDinaKORNER Records) est sélectionné dans le classement Top 40 Under 40 du magazine Billboard.
De septembre à décembre 2017, il est en couple avec l'actrice oscarisée Halle Berry,. 

## Discographie
| Titre                                         | Année | Artiste(s)                            | Album(s)                                    | Auteur(s) | Autre(s) producteur(s)       |
| --------------------------------------------- | ----- | ------------------------------------- | ------------------------------------------- | --- | ---------------------------- |
| Going In                                      | 2008  | Kardinal Offishall                    | Not 4 Sale                                  | Alexander Grant, Jason Harrow                                                                                        |                              |
| All Out of Tune                               | 2009  | Alesha Dixon                          | The Alesha Show                             | |                              |
| Massive Attack                                | 2010  | Nicki Minaj, Sean Garrett             | NC                                          | Alexander Grant, Sean Garrett, Onkia Maraj                                                                           | Sean Garrett                 |
| Airplanes                                     | 2010  | B.o.B, Hayley Williams                | B.o.B Presents: The Adventures of Bobby Ray | Jeremy Dussolliet, Justin Franks, Ian Brieck (piano), Alexander Grant, Bobby Ray Simmons, Jr., Tim Sommers           | DJ Frank E                   |
| Airplanes Part II                             | 2010  | B.o.B, Eminem, Hayley Williams        | B.o.B Presents: The Adventures of Bobby Ray | Jeremy Dussolliet, Justin Franks, Alexander Grant, Marshall Mathers, Luis Resto, Bobby Ray Simmons, Jr., Tim Sommers | DJ Frank E, Luis Resto       |
| Love the Way You Lie                          | 2010  | Eminem, Rihanna                       | Recovery                                    | Alexander Grant, Holly Hafermann, Marshall Mathers                                                                   |                              |
| Love the Way You Lie (Part II)                | 2010  | Rihanna, Eminem                       | Loud                                        | Alexander Grant, Holly Hafermann, Marshall Mathers                                                                   |                              |
| Castle Walls                                  | 2010  | T.I., Christina Aguilera              | No Mercy                                    | Alexander Grant, Holly Hafermann, Clifford Harris                                                                    |                              |
| Coming Home                                   | 2010  | Diddy – Dirty Money feat. Skylar Grey | Last Train to Paris                         | Shawn Carter, Jermaine Cole, Alexander Grant, Holly Hafermann                                                        | Jay-Z                        |
| I Need a Doctor                               | 2011  | Dr. Dre, Eminem, Skylar Grey          | NC                                          | Alexander Grant, Holly Hafermann, Marshall Mathers, Andre Young                                                      |                              |
| Words I Never Said                            | 2011  | Lupe Fiasco feat. Skylar Grey         | Lasers                                      | Alexander Grant, Holly Hafermann, Wasalu Jaco                                                                        |                              |
| Rise Above 1                                  | 2011  | Reeve Carney, Bono, The Edge          | Spider-Man: Turn Off the Dark               | | Bono, The Edge               |
| Dance Without You                             | 2011  | Skylar Grey                           | NC                                          | Alexander Grant, Holly Hafermann                                                                                     |                              |
| Invisible                                     | 2011  | Skylar Grey                           | NC                                          | Alexander Grant, Holly Hafermann, Robert Thomas                                                                      |                              |
| Farewell                                      | 2011  | Rihanna                               | Talk That Talk                              | Ester Dean, Alexander Grant                                                                                          |                              |
| Love the Way You Lie, Pt. III (Original Demo) | 2012  | Skylar Grey                           | The Buried Sessions of Skylar Grey          | Alexander Grant, Holly Hafermann, Marshall Mathers                                                                   |                              |
| Coming Home, Pt. II                           | 2012  | Skylar Grey                           | The Buried Sessions of Skylar Grey          | Shawn Carter, Jermaine Cole, Alexander Grant, Holly Hafermann                                                        |                              |
| Words                                         | 2012  | Skylar Grey                           | The Buried Sessions of Skylar Grey          | Alexander Grant, Holly Hafermann                                                                                     |                              |
| Radioactive                                   | 2012  | Imagine Dragons                       | Continued Silence                           | Alexander Grant, Benjamin McKee, Joshua Mosser, Daniel Reynolds, Wayne Sermon                                        |                              |
| Demons                                        | 2012  | Imagine Dragons                       | Continued Silence                           | Alexander Grant, Benjamin McKee, Joshua Mosser, Daniel Reynolds, Wayne Sermon                                        |                              |
| On Top of the World                           | 2012  | Imagine Dragons                       | Continued Silence                           | Alexander Grant, Benjamin McKee, Daniel Reynolds, Wayne Sermon                                                       |                              |
| Round and Round                               | 2012  | Imagine Dragons                       | Continued Silence                           | Alexander Grant, Benjamin McKee, Daniel Reynolds, Wayne Sermon                                                       |                              |
| Radioactive                                   | 2012  | Imagine Dragons                       | Night Visions                               | Alexander Grant, Benjamin McKee, Joshua Mosser, Daniel Reynolds, Wayne Sermon                                        |                              |
| Demons                                        | 2012  | Imagine Dragons                       | Night Visions                               | Alexander Grant, Benjamin McKee, Joshua Mosser, Daniel Reynolds, Wayne Sermon                                        |                              |
| On Top of the World                           | 2012  | Imagine Dragons                       | Night Visions                               | Alexander Grant, Benjamin McKee, Daniel Reynolds, Wayne Sermon                                                       |                              |
| Round and Round"                              | 2012  | Imagine Dragons                       | Night Visions                               | Alexander Grant, Benjamin McKee, Daniel Reynolds, Wayne Sermon                                                       |                              |
| Bleeding Out                                  | 2012  | Imagine Dragons                       | Night Visions                               | Alexander Grant, Benjamin McKee, Joshua Mosser, Daniel Reynolds, Wayne Sermon                                        |                              |
| Beautiful Sinner                              | 2012  | Nicki Minaj                           | Pink Friday: Roman Reloaded                 | Ester Dean, Alexander Grant, Onkia Maraj                                                                             |                              |
| Under the Sun                                 | 2012  | Cheryl Cole                           | A Million Lights                            | |                              |
| Our House                                     | 2012  | Slaughterhouse, Eminem, Skylar Grey   | Welcome to: Our House                       | |                              |
| Rescue Me                                     | 2012  | Slaughterhouse, Skylar Grey           | Welcome to: Our House                       | | Eminem                       |
| Lost Cause                                    | 2012  | Imagine Dragons                       | Frankenweenie Unleashed!                    | |                              |
| Building a Monster                            | 2012  | Skylar Grey                           | Frankenweenie Unleashed!                    | Alexander Grant, Holly Hafermann                                                                                     |                              |
| Invincible                                    | 2012  | MGK, Ester Dean                       | Lace Up                                     | MGK, Alexander Grant, Ester Dean                                                                                     |                              |
| Lotus Intro                                   | 2012  | Christina Aguilera                    | Lotus                                       | | Dem Jointz                   |
| Make the World Move                           | 2012  | Christina Aguilera, Cee Lo Green      | Lotus                                       | | Mike Del Rio, Jayson DeZuzio |
| Cease Fire                                    | 2012  | Christina Aguilera                    | Lotus                                       | |                              |
| Circles                                       | 2012  | Christina Aguilera                    | Lotus                                       | |                              |
| Best of Me                                    | 2012  | Christina Aguilera                    | Lotus                                       | | Jayson DeZuzio               |
| Light Up the Sky                              | 2012  | Christina Aguilera                    | Lotus                                       | |                              |
| Shut Up                                       | 2012  | Christina Aguilera                    | Lotus                                       | | Mike Del Rio, Nate Campany   |
| C'mon Let Me Ride                             | 2013  | Skylar Grey, Eminem                   | Don't Look Down                             | |                              |
| Rumble and Sway                               | 2013  | Jamie N Commons                       | Rumble and Sway EP                          | |                              |
| Wash Me In the Water                          | 2013  | Jamie N Commons                       | Rumble and Sway EP                          | |                              |
| Worth Your While                              | 2013  | Jamie N Commons                       | Rumble and Sway EP                          | |                              |
| Have a Little Faith                           | 2013  | Jamie N Commons                       | Rumble and Sway EP                          | |                              |
| Caroline (demo)                               | 2013  | Jamie N Commons                       | Rumble and Sway EP                          | |                              |
| The Preacher                                  | 2013  | Jamie N Commons                       | Rumble and Sway EP                          | |                              |
| Final Warning                                 | 2013  | Skylar Grey                           | Final Warning - Single                      | Holly Brook Haferman, Alex Da Kid                                                                                    |                              |
| Asshole                                       | 2013  | Eminem feat. Skylar Grey              | The Marshall Mathers LP 2                   | Mathers, A. Grant, H. Hafermann, Resto                                                                               | Eminem                       |
| Desperation                                   | 2013  | Eminem feat. Jamie N Commons          | The Marshall Mathers LP 2 (Édition Deluxe)  | M. Mathers, J. Commons, A. Grant                                                                                     |                              |
| Wicked Ways                                   | 2013  | Eminem feat. X Ambassadors            | The Marshall Mathers LP 2 (Édition Deluxe)  | M. Mathers, A. Grant                                                                                                 |                              |
| Bad Husband                                   | 2017  | Eminem                                | Revival                                     | |                              |
| Tragic Endings                                | 2017  | Eminem feat. Skylar Grey              | Revival                                     | |                              |
| Need Me                                       | 2017  | Eminem feat. Pink                     | Revival                                     | |                              |